# Lertha schmidti
Lertha schmidti är en insektsart som först beskrevs av H. Aspöck et al. 1984.  Lertha schmidti ingår i släktet Lertha och familjen Nemopteridae. Inga underarter finns listade i Catalogue of Life.